# Новопокровский сельсовет (Новосибирская область)
Новопокровский сельсовет — сельское поселение в Татарском районе Новосибирской области Российской Федерации.
Административный центр — село Новопокровка.

## История
Статус и границы сельского поселения установлены Законом Новосибирской области от 2 июня 2004 года № 200-ОЗ «О статусе и границах муниципальных образований Новосибирской области»

## Население
| 2002 | 2010 | 2012 | 2013 | 2014 | 2015 | 2016 |
| ---- | ---- | ---- | ---- | ---- | ---- | ---- |
| 1077 | ↘941 | ↘920 | ↘915 | ↘867 | ↘844 | ↘834 |
| 2017 | 2018 | 2019 | 2020 | 2021 |      |      |
| ↘832 | ↘819 | ↘813 | ↘808 | ↘780 |      |      |

## Состав сельского поселения
| № | Населённый пункт | Тип населённого пункта       | Население |
| - | ---------------- | ---------------------------- | --------- |
| 1 | Ивановка         | деревня                      | ↘109      |
| 2 | Кабаклы          | железнодорожная станция      | ↗63       |
| 3 | Минино           | деревня                      | ↘80       |
| 4 | Новопокровка     | село, административный центр | ↘621      |
| 5 | Трактовый        | посёлок                      | ↗14       |